# 4TP
4TP (oznaczenie fabryczne PZInż 140) – prototyp polskiego lekkiego czołgu rozpoznawczego z okresu sprzed II wojny światowej.
Należał do rodziny nowoczesnych pojazdów gąsienicowych, skonstruowanych w całości w Polsce pod koniec lat trzydziestych przez inż. Edwarda Habicha. Ten czołg miał szansę wejść na uzbrojenie wojsk pancernych Wojska Polskiego, w miejsce używanych dotąd tankietek TK/TKS.

## Historia
Inżynier E. Habich, kierownik oddziału Biura Studiów PZInż., opracował w 1936 r. projekt lekkiego czołgu rozpoznawczego o ciężarze 4 ton, nazywanego 4TP (PZInż 140). Projekt bazował – podobnie jak polskie tankietki i czołg 7 TP – na pierwowzorze firmy Vickers, tzw. czołgu patrolowym. Równolegle z czołgiem 4TP, bazując na tym samym pierwowzorze, wykonano również jeden egzemplarz doświadczalny czołgu pływającego (PZInż 130), w którym w celu zmniejszenia ciężaru zastosowano żeberkowe koła nośne i specjalne gąsienice.
Prototypy obu wozów wykonane były z próbnymi wieżami bez uzbrojenia. W opracowaniu były wieże: dla czołgu PZInż 140 z jednym nkm-em 20 mm i jednym km-em 7,9 mm, a dla czołgu PZInż 130 z jednym z tych dwu karabinów. Rozważano także umieszczenie w czołgu PZInż 140 działka 37 mm. W maju 1939 r. 4TP przeszedł ostatnie próbne jazdy. W sumie w czasie wszystkich testów przejechał ok. 4300 km bez poważniejszej awarii. Gdy już wydawało się, że nowy czołg może wejść do seryjnej produkcji, Sztab Główny uznał, że w ciągu kilku lat 4TP będzie już przestarzały. Projekt zamknięto.

## Inne pojazdy
Na podwoziu 4TP został opracowany ciągnik artyleryjski PZInż 152 i niszczyciel czołgów PZInż 160.